# Сунь Ліньцзян
Сунь Ліньцзян (кит.: 孙霖江) (31 січня 1964) — китайський дипломат. Генеральний консул Китайської Народної Республіки в Одесі (Україна) (2006—2008).

## Життєпис
З 1985 по 1987 рік — співробітник Департаменту Союзу Радянських Соціалістичних Республік і Східної Європи Міністерства закордонних справ КНР . У 1987–1991 роках — чиновник, аташе і 3-й секретар посольства Китаю в СРСР . У 1991–1995 роках третій секретар, згодом заступник начальника відділу Департаменту Європи та Центральної Азії МЗС КНР. У 1995–1998 роках — 2-й і 1-й секретар Посольства Китаю в Російській Федерації . У 1998–2000 роках — перший секретар і начальник відділу Департаменту Європи та Центральної Азії МЗС КНР. У 2000–2004 роках — радник Посольства Китайської Народної Республіки в Російській Федерації. У 2004—2006 рр. — радник з питань преси Посольства Китайської Народної Республіки в РФ. У 2006—2008 рр. — Генеральний консул Китайської Народної Республіки в Одесі (Україна).
У 2008—2010 рр. — Генеральний консул Китайської Народної Республіки в Алматі (Казахстан).
У 2010—2013 рр. — Повноважний міністр Посольства Китайської Народної Республіки в РФ
У 2013–2017 рр. - директор Адміністративного департаменту МЗС КНР. 
У 2017–2021 рр. - очолювавДепартамент країн Європи і Центральної Азії МЗС КНР.
Від 2021 року працює Надзвичайним і Повноважним Послом КНР в Польщі.